# Hans-Peter Lehmann

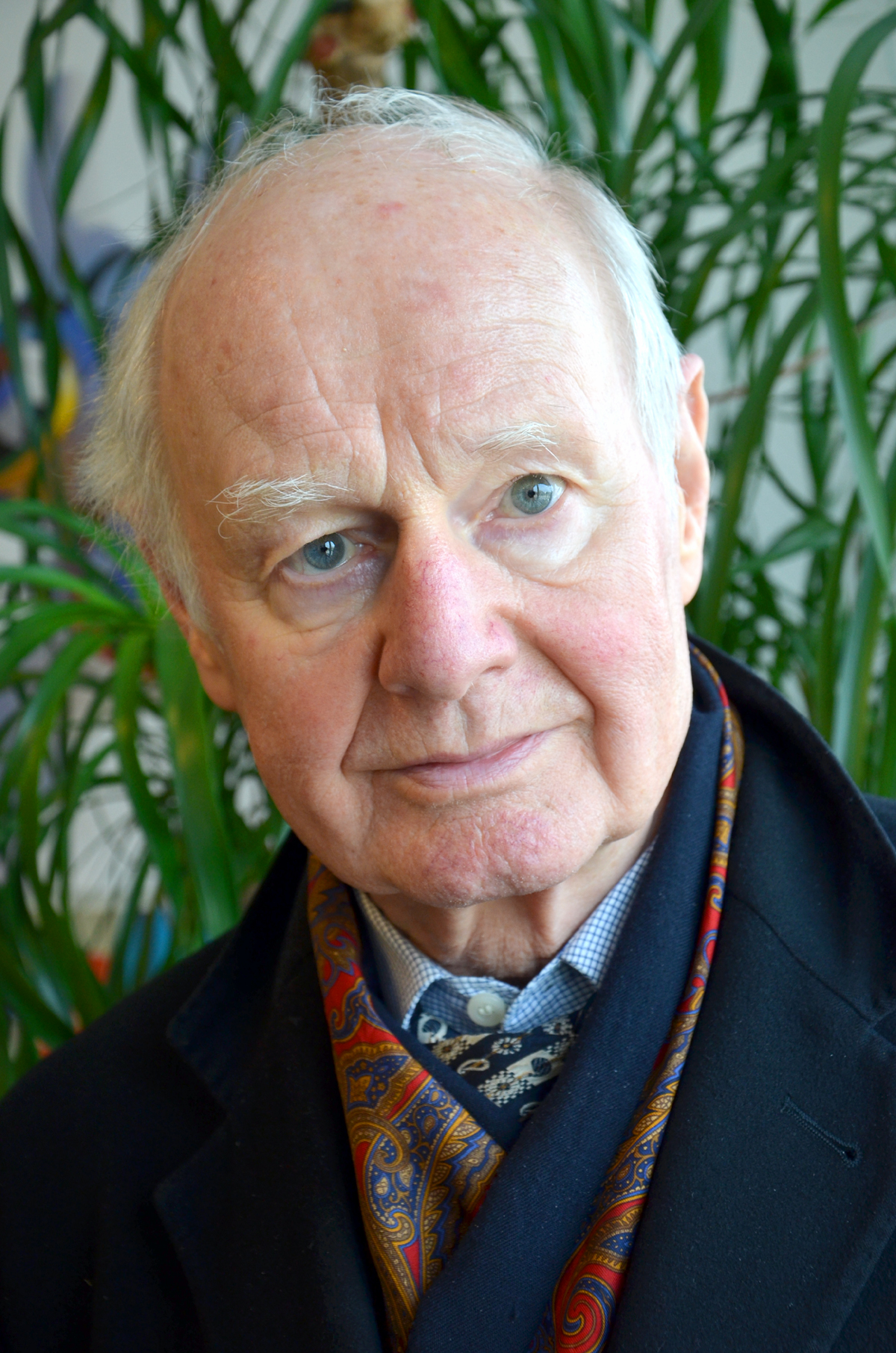
Hans-Peter Lehmann zu Besuch im Freundeskreis Hannover (2014)

Hans-Peter Lehmann (* 15. Dezember 1934 in Kassel; † 5. Februar 2025) war ein deutscher Regisseur und Intendant.

## Leben

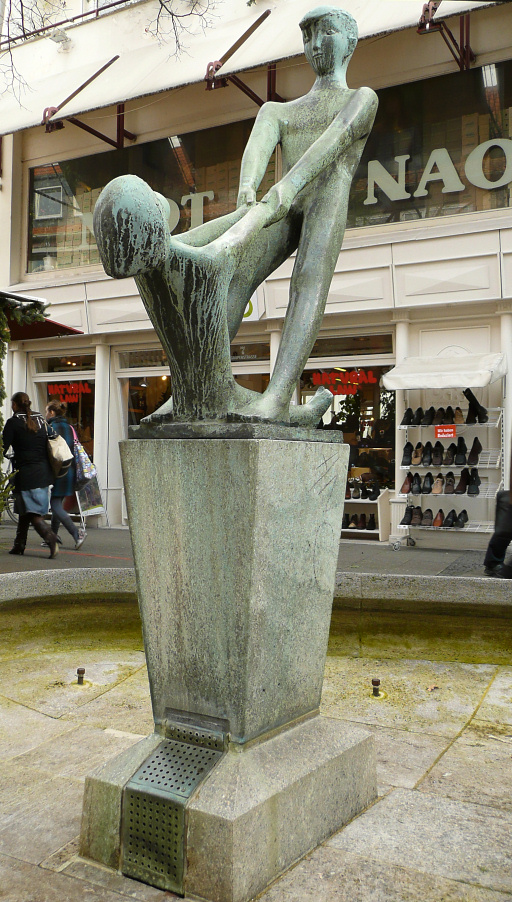
Für die Skulptur Spielende Kinder von Kurt Lehmann hatte der spätere Opern-Intendant Modell gestanden (Foto: 2009)

Lehmann wurde als Sohn des Bildhauers Kurt Lehmann und einer Kunsthistorikerin geboren. Er legte 1955 an der Waldorfschule Hannover das Abitur ab, studierte danach von 1955 bis 1957 Musik an der Hochschule für Musik Detmold und schloss daran von 1957 bis 1958 ein Studium der Kunstgeschichte und Theaterwissenschaft an der FU Berlin an.
Nach seinem Studium wurde Lehmann zunächst Assistent von Carl Ebert und Gustav Rudolf Sellner an der Deutschen Oper Berlin und assistierte zwischen 1960 und 1973 Wieland und Wolfgang Wagner bei den Bayreuther Richard-Wagner-Festspielen. Zwischen 1963 und 1976 folgten Engagements als Oberspielleiter in Ulm, Mainz, Freiburg im Breisgau und Nürnberg. 1970 inszenierte er den Tannhäuser von Richard Wagner an der Bayerischen Staatsoper München, 1974 in Nürnberg Die Soldaten von Bernd Alois Zimmermann.
Von 1976 bis 1980 war Lehmann als Operndirektor am Hessischen Staatstheater Wiesbaden tätig und übernahm von 1980 bis 2001 die Opernintendanz an der Staatsoper Hannover. Neben seinen festen Engagements inszenierte Lehmann außerdem an den Opernhäusern von Essen, Frankfurt am Main, Stuttgart, Basel, Breslau, Brüssel, Amsterdam, Mailand, Paris, Chicago, Venedig und Zürich.
Lehmann hatte eine Professur an der Hochschule für Musik und Theater Hannover inne. Er war engagiert im Kuratorium der Bürgerstiftung Hannover.
Lehmann war mit der Sängerin Erika Maria Lehmann verheiratet. Aus der Ehe gingen zwei Söhne hervor. Im Februar 2025 starb Hans-Peter Lehmann im Alter von 90 Jahren.

## Auszeichnungen
- 2002: Ehrenmitgliedschaft der Niedersächsischen Staatstheaters Hannover
- 2007: Sonderpreis des Praetorius Musikpreises